# Ligne coplanaire

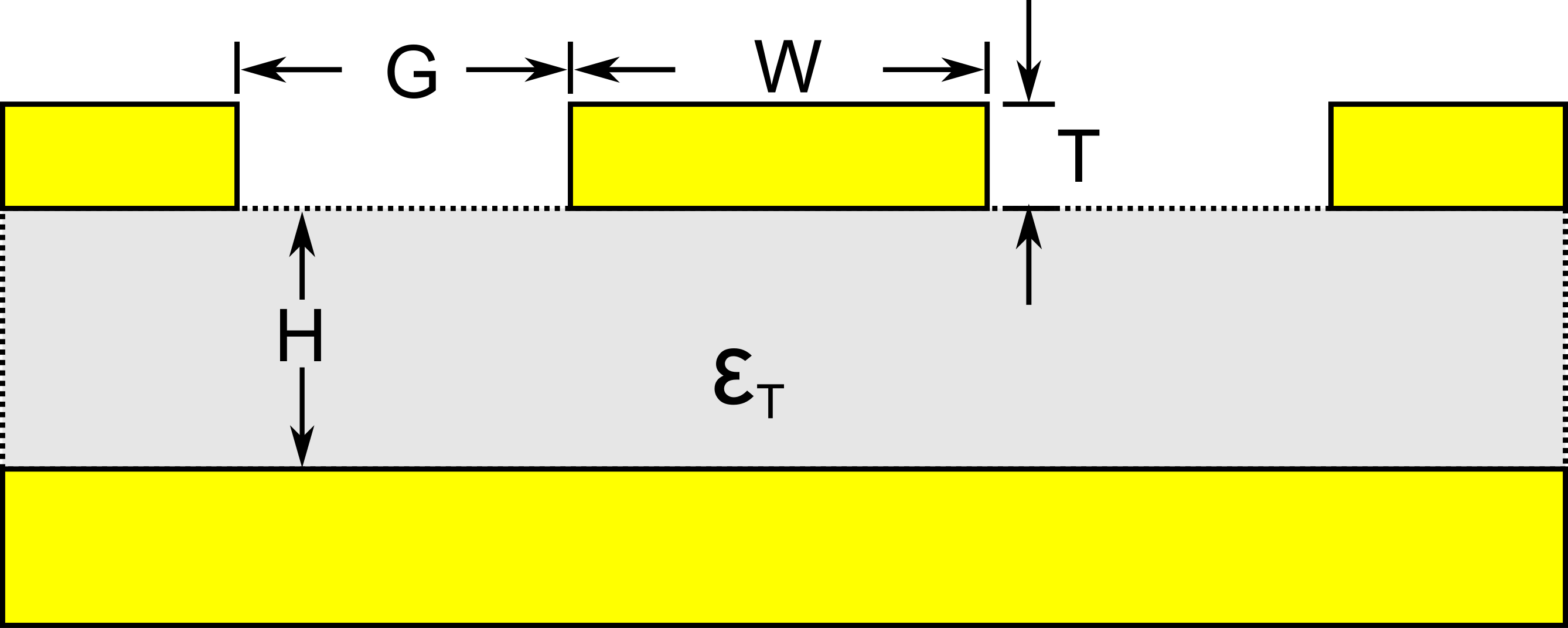
Section en coupe d'une ligne coplanaire avec plan de masse

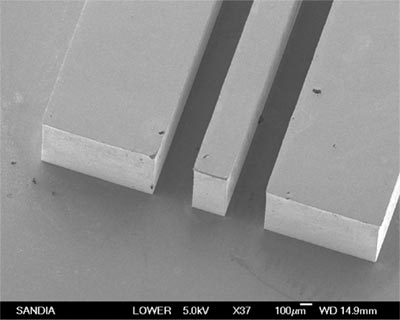
Image MEB d'une ligne coplanaire

Une ligne coplanaire est une ligne de transmission formé par une piste bordée de chaque côté par une ligne retour. Cette géométrie est utilisée en microélectronique comme sur les circuits imprimés. Un plan de masse peut s'y ajouter.